# Christian Michelsen (labdarúgó)
Christian Michelsen (Kristiansund, 1976. március 14. –) norvég labdarúgó, edző, a Sarpsborg 08 vezetőedzője.

## Pályafutása
Michelsen labdarúgó pályafutása alatt játszott a Clausenengen, a Stabæk, a Moss és a Kristiansund csapatában is.
2012-es visszavonulása után a Kristiansund segédedzője lett Geir Bakke edzősége idején. 2014-ben Bakke a Moldéhez távozott, így Michelsen lett az új vezetőedző. A 2016-os másodosztályú szezonban csoportelsőként feljutottak az Eliteserienbe. Az első szezont a hetedik helyen zárták. 2018-ban sikerült az ötödik helyig is feljutni a csapatnak, amiért Michelsen megkapta Az Év Edzője kitüntetést. 2019. július 4-én meghosszabbította a szerződését a klubbal, amely így már a 2023-as szezon végéig szól.

## Magánélete
Bátyja, Christopher Michelsen szintén labdarúgó.

## Sikerei, díjai
Kristiansund
- OBOS-ligaen
  - Feljutott (1): 2016

## Fordítás
Ez a szócikk részben vagy egészben  a   Christian Michelsen (footballer) című angol Wikipédia-szócikk fordításán alapul.  Az eredeti cikk szerkesztőit annak laptörténete sorolja fel. Ez a jelzés csupán a megfogalmazás eredetét és a szerzői jogokat jelzi, nem szolgál a cikkben szereplő információk forrásmegjelöléseként.